# SiFive
SiFive（サイファイブ）はアメリカ合衆国のファブレス半導体企業であり、RISC-V命令セットに基づくシリコンチップ及び商業用RISC-VプロセッサIPコアのプロバイダである。
SiFive社の製品ラインアップには、IPコア、SoC、ソフトウェアならびに開発ボード等がある。
SiFive社はRISC-V命令セットを実装したチップを生産した最初の会社である。

## 沿革
SiFive社は2015年にカリフォルニア大学バークレー校の3人の研究者であったKrste Asanovic、Yunsup Lee、Andrew Watermanが共同で設立した。
2016年11月29日、SiFive社はFreedom Everywhere 310 SoCとHiFive開発ボードを発売した。これにより、複数の大学がより早くRISC-Vのプロセッサを制作していたものの、SiFive社はRISC-V命令セットを実装したチップを作り上げた最初の企業となった。
2017年8月、SiFive社はNaveed SherwaniをCEOとして雇用した。 10月に、SiFive社はU54-MCを限定的に公開し、報道によれば、それは世界初のLinuxのような十分な機能を要するOSに対応したRISC-Vベースの64ビットクアッドコアCPUである。
2018年2月、SiFive社はHiFive Unleashedを発売した。これは64ビットSoCと4つのU54コアを持つ開発ボードである。
2018年6月、SiFive社はOpen-Siliconを金額非公開にて買収し、ASICとも呼ばれる用途特化型チップにおける彼らの設計技術を獲得した。
2020年9月、当社はPatrick Littleを新たなCEOとする旨を公表した。
2020年10月、SiFive社はHiFive Unmatchedを発売した。これは、Mini-ITX開発ボードであり、4つのU74-MCコア、1つのS7コア、8GB DDR4 RAM、4つのUSB 3.2 Gen1ポート、1つのPCI Express x16スロット、1つのmicroSDカードスロット、そしてGigabit Ethernetが搭載されている。
2021年4月、当社は最初のSoCを完成させた。TSMC社のN5プロセス技術を利用しており、初の5ナノメートルノードのRISC-V電子部品となった。
2021年6月、Canonical社は彼らのUbuntuオペレーティング・システムがHiFive UnmatchedおよびHiFive Unleashedに対応すると発表した。Barcelona Supercomputing Center社がCodeplay Software社ならびにSiFive社と共同でLLVMコンパイラ基盤におけるRISC-V V-extension v0.10を実装し、C/C++の組み込み関数を通して、ベクター計算能力提供する。

## 成長
2018年4月、SiFive社は50.6百万米ドルの資金調達をシリーズCにて行い、Intel Capital社を筆頭とした投資家らが出資した。
2019年6月、SiFive社は65.4百万米ドルの資金調達をシリーズCにて行い、既存投資家であったSutter Hill Ventures社、Chengwei Capital社、Spark Capital社、Osage University Partners、そしてHuami社に加えて、新規投資家としてQualcomm Ventures社が参加した。これによりSiFive社の累計調達額が125百万米ドルに達した。
2019年10月23日、Linley Fall Processor ConferenceにてSiFive社はプラットフォーム・セキュリティ・アーキテクチャであるSiFive Shieldのリリースを発表した。同年12月、ミッションクリティカル市場向けのSiFive Apexと、ベクター計算処理作業用のSiFive Intelligence coresを発表した。それに続き同月、サムスン社もまたSiFive RISC-V CoresをSoC、自動車、そして5Gアプリケーションに今後利用すると発表した。
2020年1月、SiFive社はChris Lattnerを雇用した。彼はLLVMとClangコンパイラなどのLLVM関連プロジェクト、そしてSwift (プログラミング言語)の主著者として最もよく知られており、Googleにて2年間勤務した後にプラットフォーム・エンジニアリングの上級副社長としてSiFive社に加入した。
2020年8月、SiFive社は60百万米ドルの資金調達をシリーズEにて行い、SKハイニックス社とサウジアラムコ社が参与した。これによってSiFive社の累計調達額が186百万米ドルに及んだ。同月、SiFive社はプロセッサに依らないカスタムSoC設計の制作に注力するOpenFive事業部門の開設を発表した。
2020年10月、ジム・ケラーを含む、前AMD社の上位エンジニアらが率いるチップ企業のTenstorrent社が自社開発するAIのトレーニングおよび推論チップに組み込むために、SiFive社のIntelligence X280プロセッサコアのライセンスを取得した。ルネサスエレクトロニクス社もまたSiFive社と共同で自動車用チップを設計するとの声明を出した。
2021年6月、SiFive社は2つのコア設計をとともに新たなプロセッサ・ファミリーをローンチした。一つは、P270というLinux互換のCPUである。もう一つは、P550という最高性能を持つRISC-V CPUである。同時に、Intel社のファウンドリ・サービスはP550を彼らがHorse Creekプラットフォームと呼ぶ、最新の7nmプロセスノードであるintel 4上のRISC-V開発プラットフォームでの使用に採用した。この発表はIntel社によるSiFive社の買収の推測をさらに押し進め、報道によれば、20億米ドルが提示されたと言われる。
SiFive社のrelentless innovationプログラムの一環として、当社はU74 Coresの11%高速化を含む、SiFive Essentialファミリーに対するSiFive 21G2アップデートを発表した。
2022年3月、SiFive社は175百万米ドルの資金調達をシリーズFにて行い、Coatue Management社によって率いられ、企業価値を25億米ドル超えだとする評価がなされた。これでSiFive社への累計調達額は350百万米ドルに到達した。

## 製品

### RISC-V Cores: SiFive Core Series
SiFive社のIPコアは4種類に大別できる。
- SiFive Performanceファミリーは、処理量が最大になることを目指す一方で、小容量省エネであることをも確保した設計を持つチップ群である。
- SiFive Automotiveファミリーは、チップの需要を高めると予測されている自動運転および電気自動車を含む自動車市場のニーズを満たす。[29]
- SiFive Intelligenceファミリーは、プロセッサ設計にてソフトウェア第一という方法を採用し、RISC-Vベクター拡張とSiFive Intelligence拡張を元にした高いベクター計算能力によって、将来の機械学習と人工知能のアプリケーションの需要を満たす。
- SiFive Essentialファミリーは、高性能アプリケーション・プロセッサから、低電力組み込み用64ビットあるいは32ビットのマイクロコントローラ、そして現代の計算要件を考慮して設計されたベクトル・プロセッサにまで幅広く及び、それらは全てRISC-V命令セットアーキテクチャに基づいている。

### SoC IP
SoC IPはカスタマイズが可能であり、Memory Interface IPやConnectivity IPなどのSiFive社が提供するIPから選び使用することができる。

### Custom SoC
SoCのテンプレートから始めて、利用者は電力、性能、そして面積を最適化したカスタムのSoC設計をすることができる。

### Software and Boards
SiFive社はFreedom E SDKやFreedom Studioなどのソフトウェアと、FE310マイクロコントローラ、HiFive1、HiFive Unleashedその他開発ボードを提供している。

## DesignShareプラットフォーム
DesignShareは試作品を制作するためのオープンソースのプラットフォームである。SiFive社はベンダーと提携し、事前にIPの費用を支払うこと無く、カスタムチップの試作品設計のためにIPを提供する。チップの設計が完了し量産段階に至った時点で初めて消費者にIPの費用を請求する。提携先はBrite Semiconductor社、ラムバス社、Chipus Microelectronics社ほかがいる。